# Братья Газдановы
Бра́тья Газда́новы (осет. Гӕздӕнты ӕфсымӕртӕ) — семь братьев Газдановых, погибшие в разное время в сражениях Великой Отечественной войны. Все братья родились в селе Дзуарикау (Северо-Осетинская АССР, РСФСР, СССР) и были призваны на фронт из родного села. Их мать — Тассо Газданова (Ваниева) — умерла после третьей похоронки. Отец Асахмат дожил до конца войны, но умер после получения последней похоронки[уточнить][стиль].

## Список
1. Магомед (Махомат) Асахметович Газданов (1909—1943), рядовой. Работал трактористом. Призван Орджоникидзовским РВК в 1942 году[2]. Пропал без вести в августе 1943 года[2]. Погиб при обороне Севастополя.
2. Махарбек (Махорбек) Асахметович Газданов (1911—1941), рядовой. Работал учителем. Погиб под Москвой.
3. Хаджисмел Асахметович Газданов (1913—1942), рядовой. Работал в колхозе. Погиб при обороне Севастополя.
4. Дзарахмет (Дзарахмат) Асахметович Газданов (1916—1942), рядовой. Пропал без вести в октябре-ноябре 1941 года[3][4]. Погиб в бою при Новороссийске. Похоронен в г. Новороссийске, центральный округе, юго-западном р-н, на городском кладбище[5]. Единственный из братьев, кто успел жениться перед тем, как уйти на фронт (дочь Мила родилась без отца)[6].
5. Созырко (Созрико) Асахметович Газданов (1918—1943), рядовой. Работал технологом. Погиб в боях за Киев.
6. Шамиль Асахметович Газданов (1916—1944). В Красной армии с 1937 года. Кандидат в члены ВКП(б). Награждён орденами Красной звезды (№: 85/н от: 31.08.1944 года по 2-й стр.див. за уничтожение 4 огневых точек противника и 45 солдат[7]), Отечественной войны 1 (приказ №: 380 от: 01.11.1943 за уничтожение 5 станковых пулеметов, 2 гранатометов, 20 солдат противника и 3 наблюдателей[8]) и 2 степени (приказ № 90/н от 22.07.1944 года по 11 стр. корпусу за уничтожение 20 солдат противника, 3 станковых пулеметов и 1 противотанковой пушки)[9], орденом Красной звезды (приказ №: 38/н от 11.06.1943 за уничтожение взвода противника, 4 ДЗОТов и 1 НП[10]). Гвардии лейтенант Газданов, командир батареи взвода пушек 6-го гв. стр. полка 2-й гв. стр. дивизии, убит в бою 23.11.1944 года на территории Латвийской ССР[11]. Похоронен юго-восточнее с. Никрац Латвийской ССР[12].
7. Хасанбек Асахметович Газданов (1921—?), рядовой 14-й гв. стр. дивизии. Пропал без вести 24.09.1941 при обороне с. Тимошевка Запорожской области Украинской ССР[13].

## Память
- В Дзуарикау находится памятник, посвящённый братьям Газдановым[14], работы скульптора Сергея Санакоева, изображающий скорбящую мать — Тассо Газданову — и семь журавлей. Объект культурного наследия России регионального значения[15]. Памятник с лебедями установлен в 1975 году.[16]

Дочь одного из погибших братьев, Мила Доева, вспоминала:

— В преддверии юбилея Победы был объявлен конкурс. Скульпторы представили десятки эскизов. Ни один из них не тронул сердце первого секретаря обкома партии. Вдруг ему звонит скульптор Сергей Санакоев, несмотря на совещание, срочно требует подозвать его к телефону. И начинает кричать в трубку: «Срочно включите радио! Журавли!..» Тот ничего понять не может. Сергей Павлович продолжает: «Не в землю нашу полегли когда-то, а превратились в белых журавлей... Песня на стихи Расула Гамзатова. Памятник Газдановым нужно делать в виде летящих журавлей!». Так в 1975 году появился памятник: «летит, летит по небу клин усталый…» Войной братьев разбросало по разным землям. Домой, в родное село Дзуарикау, они вернулись, превратившись в белых журавлей.

- В Дзуарикау силами местных жителей в 1970-х годах в сельской школе основан небольшой музей, где хранятся семь чёрных черкесок братьев и их фотографии.
- Именем братьев Газдановых названы улицы в Дзуарикау и Владикавказе.
- Существует осетинский сценический танец «Семь косарей»[18], символизирующий семь братьев Газдановых[6].
- В 2018 году Заур Кундухов написал стихотворение «Павшие герои», а Казбек Рубаев в 2019 году под гитару исполнил песню под названием «Братья Газдановы».